# Dave Toschi
David Ramon Toschi (San Francisco, 11 de julio de 1931 - San Francisco, 6 de enero de 2018) fue un oficial de la ley estadounidense ampliamente conocido por sus esfuerzos en el Departamento de Policía de San Francisco como inspector en la investigación sobre el asesino del Zodiaco a finales de los años 1960 y comienzos de 1970.

## Biografía
Toschi era hijo de Sam y Millie Toschi, una familia pudiente de origen italiano residente en San Francisco. Fue alumno del Galileo High School. Inmediatamente después de graduarse, se unió al Ejército de los Estados Unidos y se convirtió en miembro de la 24ª División de Infantería durante la Guerra de Corea, licenciada con honores en 1952.
Al regresar a San Francisco ese mismo año, Toschi se unió al Departamento de Policía de San Francisco, donde sirvió hasta 1987. Fue asignado a su departamento de homicidios entre 1966 a 1978. Su figura ha sido más conocida por su papel como investigador jefe en el caso del asesino del Zodiaco, en el que comenzó a trabajar junto a su compañero, el inspector Bill Armstrong, comenzaron a trabajar después del asesinato del taxista Paul Stine. También fue asignado al equipo de asesinatos de Zebra, y en 1985 recibió un premio por conducta meritoria por cortar la carrera de un violador y ladrón. 
Toschi era conocido por su estilo de vestir, que incluía pajaritas, trajes a cuadros "llamativos", rizos generosos y una gabardina exagerada.
En 1976, su búsqueda de atención lo llevó a enviar cartas anónimas admirando sus propios esfuerzos a Armistead Maupin, entonces escritor del San Francisco Chronicle. La revelación de dichas misivas lo llevaron a ser retirado del caso en 1978. Toschi también fue acusado, pero luego exonerado, de haber escrito una de las supuestas cartas del Zodiaco que, en un principio, el laboratorio de criminalística de USPS verificó como auténtica, pero luego fue rechazada por otros expertos. Dicha sospecha acabó con la posibilidad de Toschi de reemplazar al jefe del Departamento de Policía, Charles Gain.
Poco después de dejar la policía de San Francisco, Toschi se convirtió en Director de Seguridad para el Hospital St. Luke, y más tarde sirvió el mismo papel para el Pan Pacific Hotel de San Francisco. Fue vicepresidente de North Star Security Services en Daly City y asesor técnico de los productores de la película Zodiac de 2007.
Casado con Carol Bacigalupi en 1957, el matrimonio tuvo tres hijas.

## En la cultura popular
El actor Mark Ruffalo interpretó a Toschi en la película Zodiac de David Fincher (2007).
Los guionistas Harry Julian Fink y RM Fink modelaron el personaje de Harry Callahan, protagonista principal de Harry el Sucio (1971), interpretado por Clint Eastwood, en Toschi, mientras que el villano de la película, basado en el asesino del Zodiaco, pasó a llamarse "The Scorpio Killer".
Steve McQueen afirmó que copió el estilo distintivo de Toschi de pistolera de hombro de extracción rápida al usar su arma boca abajo para la película Bullitt de 1968.